# Meisterschaft von Zürich
Il Meisterschaft von Zürich (it.: Campionato di Zurigo), noto anche come Züri Metzgete (it.: Gran Premio di Zurigo), era una corsa in linea di ciclismo su strada maschile, che si disputò annualmente a Zurigo, in Svizzera, dal 1914 al 2014.

## Storia
A partire dalla prima edizione nel 1914 la corsa non è stata disputata soltanto nel 1915 e nel 1916 a causa della prima guerra mondiale. È l'unica classica che non si interruppe durante la seconda guerra mondiale. È entrata a far parte della Coppa del Mondo di ciclismo nel 1989.
Nel 1993, contestualmente al cambio dell'organizzatore, cambiò completamente percorso e nome, diventando Gran Premio di Svizzera; nel 1999 tornò a disputarsi a Zurigo riprendendo il vecchio nome. Dal 2005 è stata inserita nel calendario dell'UCI ProTour, ma nel 2007 la corsa non si è disputata per il mancato sostegno degli sponsor. Nel 2008 è stata riservata alle categorie Under-23 e Master.
Il dominatore della competizione è stato l'elvetico Heiri Suter, che conquistò la vittoria per sei volte. Solo cinque gli stranieri che hanno la vinto la corsa più di una volta: Bartali, Bettini, Bitossi, Godefroot e Museeuw.

## Percorso
Negli ultimi anni la manifestazione partiva ed arrivava al lungolago, snodandosi su un circuito di 41 km da ripetersi per 6 volte. Il percorso comprendeva due strappi impegnativi: il Forch, 2 km con salita al 5%, ed il Pfannenstiel, 3 km con punte che superano il 10%.

## Albo d'oro
Aggiornato all'edizione 2015.
| Anno    | Vincitore                                         | Secondo                                           | Terzo                                             |
| ------- | ------------------------------------------------- | ------------------------------------------------- | ------------------------------------------------- |
| 1914    | Henri Rheinwald                                   | Otto Wiedmer                                      | Robert Chopard                                    |
| 1915-16 | Non disputato a causa della prima guerra mondiale | Non disputato a causa della prima guerra mondiale | Non disputato a causa della prima guerra mondiale |
| 1917    | Charles Martinet                                  | Joseph Zorloni                                    | Pasquale Valentini                                |
| 1918    | Anton Sieger                                      | Jakob Sieger                                      | Heinrich Wegmann                                  |
| 1919    | Heiri Suter                                       | Emil Strasser                                     | Hans Lienhard                                     |
| 1920    | Heiri Suter                                       | Joseph Zorloni                                    | François Francescon                               |
| 1921    | Riccardo Maffeo                                   | Aldo Bani                                         | Alfred Datwiler                                   |
| 1922    | Heiri Suter                                       | Hermann Gehrig                                    | Louis Krauss                                      |
| 1923    | Adolf Huschke                                     | Heiri Suter                                       | Kastor Notter                                     |
| 1924    | Heiri Suter                                       | Kastor Notter                                     | Max Suter                                         |
| 1925    | Hans Kaspar                                       | Henry Reymond                                     | Marcel Perriere                                   |
| 1926    | Albert Blattmann                                  | Otto Lehner                                       | Oskar Tietz                                       |
| 1927    | Kastor Notter                                     | Oskar Tietz                                       | Felix Manthey                                     |
| 1928    | Heiri Suter                                       | Albert Meyer                                      | Henry Reymond                                     |
| 1929    | Heiri Suter                                       | Ludwig Geyer                                      | Jozef Zind                                        |
| 1930    | Omer Taverne                                      | Désiré Louesse                                    | Max Bulla                                         |
| 1931    | Max Bulla                                         | Karl Altenburger                                  | Albert Büchi                                      |
| 1932    | Auguste Erne                                      | Alfred Bula                                       | Karl Altenburger                                  |
| 1933    | Walter Blattmann                                  | Alfred Bula                                       | Willy Kutschbach                                  |
| 1934    | Paul Egli                                         | August Erne                                       | Alfred Bula                                       |
| 1935    | Paul Egli                                         | Leo Amberg                                        | Walter Blattmann                                  |
| 1936    | Werner Buchwalder                                 | Jean Wauters                                      | August Erne                                       |
| 1937    | Leo Amberg                                        | Edgar Buchwalder                                  | Werner Buchwalder                                 |
| 1938    | Hans Martin                                       | Walter Blattmann                                  | Paul Egli                                         |
| 1939    | Karl Litschi                                      | Edgar Buchwalder                                  | Walter Gross                                      |
| 1940    | Robert Zimmermann                                 | Walter Diggelmann                                 | Rudolf Breitenmoser                               |
| 1941    | Walter Diggelmann                                 | Hans Maag                                         | Paul Egli                                         |
| 1942    | Paul Egli                                         | Walter Diggelmann                                 | Hans Knecht                                       |
| 1943    | Ferdi Kübler                                      | Kurt Zaugg                                        | Walter Diggelmann                                 |
| 1944    | Ernst Naef                                        | Ernest Kuhn                                       | Hans Knecht                                       |
| 1945    | Leo Weilenmann                                    | Hans Maag                                         | Ernst Naef                                        |
| 1946    | Gino Bartali                                      | Fausto Coppi                                      | Hans Bolliger                                     |
| 1947    | Charles Guyot                                     | Renzo Zanazzi                                     | Ferdi Kübler                                      |
| 1948    | Gino Bartali                                      | Ernst Stettler                                    | Hans Schutz                                       |
| 1949    | Fritz Schär                                       | Camille Danguillaume                              | Gottfried Weilenmann                              |
| 1950    | Fritz Schär                                       | Ferdi Kübler                                      | Désiré Keteleer                                   |
| 1951    | Jean Brun                                         | Fritz Schär                                       | Hans Sommer                                       |
| 1952    | Hugo Koblet                                       | Carlo Clerici                                     | Fritz Schär                                       |
| 1953    | Eugen Kamber                                      | Armando Para                                      | Carlo Clerici                                     |
| 1954    | Hugo Koblet                                       | Eugen Kamber                                      | Jean Brun                                         |
| 1955    | Max Schellenberg                                  | Carlo Lanfranchi                                  | Roland Callebout                                  |
| 1956    | Carlo Clerici                                     | Giuseppe Cainero                                  | Heinz Graf                                        |
| 1957    | Hans Junkermann                                   | Riccardo Filippi                                  | Ludo Van Der Elst                                 |
| 1958    | Giuseppe Cainero                                  | Hans Junkermann                                   | Heinz Graf                                        |
| 1959    | Angelo Conterno                                   | Heinz Graf                                        | Otto Altweck                                      |
| 1960    | Alfred Rüegg                                      | Alcide Vaucher                                    | Arrigo Padovan                                    |
| 1961    | Rolf Maurer                                       | Heinz Graf                                        | André Noyelle                                     |
| 1962    | Jan Janssen                                       | Marc Ongenae                                      | Ralf Gijsels                                      |
| 1963    | Franco Balmamion                                  | Angelo Conterno                                   | Vendramino Bariviera                              |
| 1964    | Guido Reybrouck                                   | Gastone Nencini                                   | Robert Hintermuller                               |
| 1965    | Franco Bitossi                                    | Roland Zöffel                                     | Jan Hugens                                        |
| 1966    | Italo Zilioli                                     | Luciano Armani                                    | Francis Blanc                                     |
| 1967    | Robert Hagmann                                    | Paul Zollinger                                    | Louis Pfenninger                                  |
| 1968    | Franco Bitossi                                    | Valere Van Sweevelt                               | Marino Basso                                      |
| 1969    | Roger Swerts                                      | Eddy Beugels                                      | Roger De Vlaeminck                                |
| 1970    | Walter Godefroot                                  | Frans Mintjens                                    | André Dierickx                                    |
| 1971    | Herman van Springel                               | Romano Tumellero                                  | Roland Berland                                    |
| 1972    | Willy Vanneste                                    | Victor Van Schil                                  | André Poppe                                       |
| 1973    | André Dierickx                                    | Hennie Kuiper                                     | Lucien De Brauwere                                |
| 1974    | Walter Godefroot                                  | Gustaaf Van Roosbroeck                            | Frans Verbeeck                                    |
| 1975    | Roger De Vlaeminck                                | Eddy Merckx                                       | Francesco Moser                                   |
| 1976    | Freddy Maertens                                   | Roger De Vlaeminck                                | Walter Godefroot                                  |
| 1977    | Francesco Moser                                   | Ronald De Witte                                   | Walter Godefroot                                  |
| 1978    | Dietrich Thurau                                   | Francesco Moser                                   | Gustaaf Van Roosbroeck                            |
| 1979    | Giuseppe Saronni                                  | Francesco Moser                                   | Marc Demeyer                                      |
| 1980    | Gery Verlinden                                    | Jean-Philippe Vandenbrande                        | Stephan Mutter                                    |
| 1981    | Beat Breu                                         | Henry Rinklin                                     | Daniel Willems                                    |
| 1982    | Adrie van der Poel                                | Hubert Seiz                                       | Tommy Prim                                        |
| 1983    | Johan van der Velde                               | Gilbert Glaus                                     | Frits Pirard                                      |
| 1984    | Phil Anderson                                     | Hubert Seiz                                       | Pierino Gavazzi                                   |
| 1985    | Ludo Peeters                                      | Mario Beccia                                      | Steve Bauer                                       |
| 1986    | Acácio da Silva                                   | Steve Bauer                                       | Adrie van der Poel                                |
| 1987    | Rolf Gölz                                         | Raúl Alcalá                                       | Camillo Passera                                   |
| 1988    | Steven Rooks                                      | Rolf Sørensen                                     | Tony Rominger                                     |
| 1989    | Steve Bauer                                       | Acácio da Silva                                   | Rolf Gölz                                         |
| 1990    | Charly Mottet                                     | Greg LeMond                                       | Claudio Chiappucci                                |
| 1991    | Johan Museeuw                                     | Laurent Jalabert                                  | Maximilian Sciandri                               |
| 1992    | Vjačeslav Ekimov                                  | Lance Armstrong                                   | Jan Nevens                                        |
| 1993    | Maurizio Fondriest                                | Charly Mottet                                     | Bruno Cenghialta                                  |
| 1994    | Gianluca Bortolami                                | Johan Museeuw                                     | Maurizio Fondriest                                |
| 1995    | Johan Museeuw                                     | Gianni Bugno                                      | Giorgio Furlan                                    |
| 1996    | Andrea Ferrigato                                  | Michele Bartoli                                   | Johan Museeuw                                     |
| 1997    | Davide Rebellin                                   | Jan Ullrich                                       | Rolf Sørensen                                     |
| 1998    | Michele Bartoli                                   | Frank Vandenbroucke                               | Salvatore Commesso                                |
| 1999    | Grzegorz Gwiazdowski                              | Sergio Barbero                                    | Andrej Čmil                                       |
| 2000    | Laurent Dufaux                                    | Jan Ullrich                                       | Francesco Casagrande                              |
| 2001    | Paolo Bettini                                     | Jan Ullrich                                       | Fernando Escartín                                 |
| 2002    | Dario Frigo                                       | Paolo Bettini                                     | Lance Armstrong                                   |
| 2003    | Daniele Nardello                                  | Jan Ullrich                                       | Paolo Bettini                                     |
| 2004    | Juan Antonio Flecha                               | Paolo Bettini                                     | Jérôme Pineau                                     |
| 2005    | Paolo Bettini                                     | Fränk Schleck                                     | Lorenzo Bernucci                                  |
| 2006    | Samuel Sánchez                                    | Stuart O'Grady                                    | Davide Rebellin                                   |
| 2007    | non disputato                                     | non disputato                                     | non disputato                                     |
| 2008    | Nico Keinath                                      | Michael Randin                                    | Matthias Brändle                                  |
| 2009    | Stefan Trafelet                                   | Pirmin Lang                                       | Steve Bovay                                       |
| 2010    | Pirmin Lang                                       | Sven Schelling                                    | Christian Heule                                   |
| 2011    | Bernhard Oberholzer                               | Dominik Fuchs                                     | Pirmin Lang                                       |
| 2012    | Sébastien Reichenbach                             | Jonathan Fumeaux                                  | Michael Bär                                       |
| 2013    | Seibeb Raul Costa                                 | Mirco Saggiorato                                  | Dominik Fuchs                                     |
| 2014    | Fabian Lienhard                                   | Nico Brüngger                                     | Lukas Spengler                                    |
| 2015    | non disputato                                     | non disputato                                     | non disputato                                     |

## Vittorie per nazione
Era professionistica fino al 2006
| Pos. | Nazione     | Vittorie |
| ---- | ----------- | -------- |
| 1    | Svizzera    | 40       |
| 2    | Italia      | 20       |
| 3    | Belgio      | 14       |
| 4    | Germania    | 4        |
| 4    | Paesi Bassi | 4        |
| 6    | Spagna      | 2        |
| 7    | Austria     | 1        |
| 7    | Australia   | 1        |
| 7    | Canada      | 1        |
| 7    | Francia     | 1        |
| 7    | Polonia     | 1        |
| 7    | Portogallo  | 1        |
| 7    | Russia      | 1        |

Era dilettantistica dal 2008
| Pos. | Nazione  | Vittorie |
| ---- | -------- | -------- |
| 1    | Svizzera | 5        |
| 2    | Germania | 1        |
| 2    | Namibia  | 1        |